# Tigrigobius
A Tigrigobius a csontos halak (Osteichthyes) főosztályának a sugarasúszójú halak (Actinopterygii) osztályába, ezen belül a sügéralakúak (Perciformes) rendjébe, a gébfélék (Gobiidae) családjába és a Gobiinae alcsaládjába tartozó nem.
A fajok többsége, korábban az Elacatinus halnembe volt besorolva.

## Rendszerezés
A nembe az alábbi 12 faj tartozik:
- Tigrigobius digueti (Pellegrin, 1901)
- Tigrigobius dilepis (Robins & Böhlke, 1964)
- Tigrigobius gemmatus (Ginsburg, 1939)
- Tigrigobius harveyi Victor, 2014
- Tigrigobius janssi (Bussing, 1981)
- Tigrigobius limbaughi (Hoese & Reader, 2001)
- Tigrigobius macrodon (Beebe & Tee-Van, 1928)
- Tigrigobius multifasciatus (Steindachner, 1876)
- Tigrigobius nesiotes (Bussing, 1990)
- Tigrigobius pallens (Ginsburg, 1939)
- Tigrigobius saucrus (Robins, 1960)
- Tigrigobius zebrella (Robins, 1958)

## Források

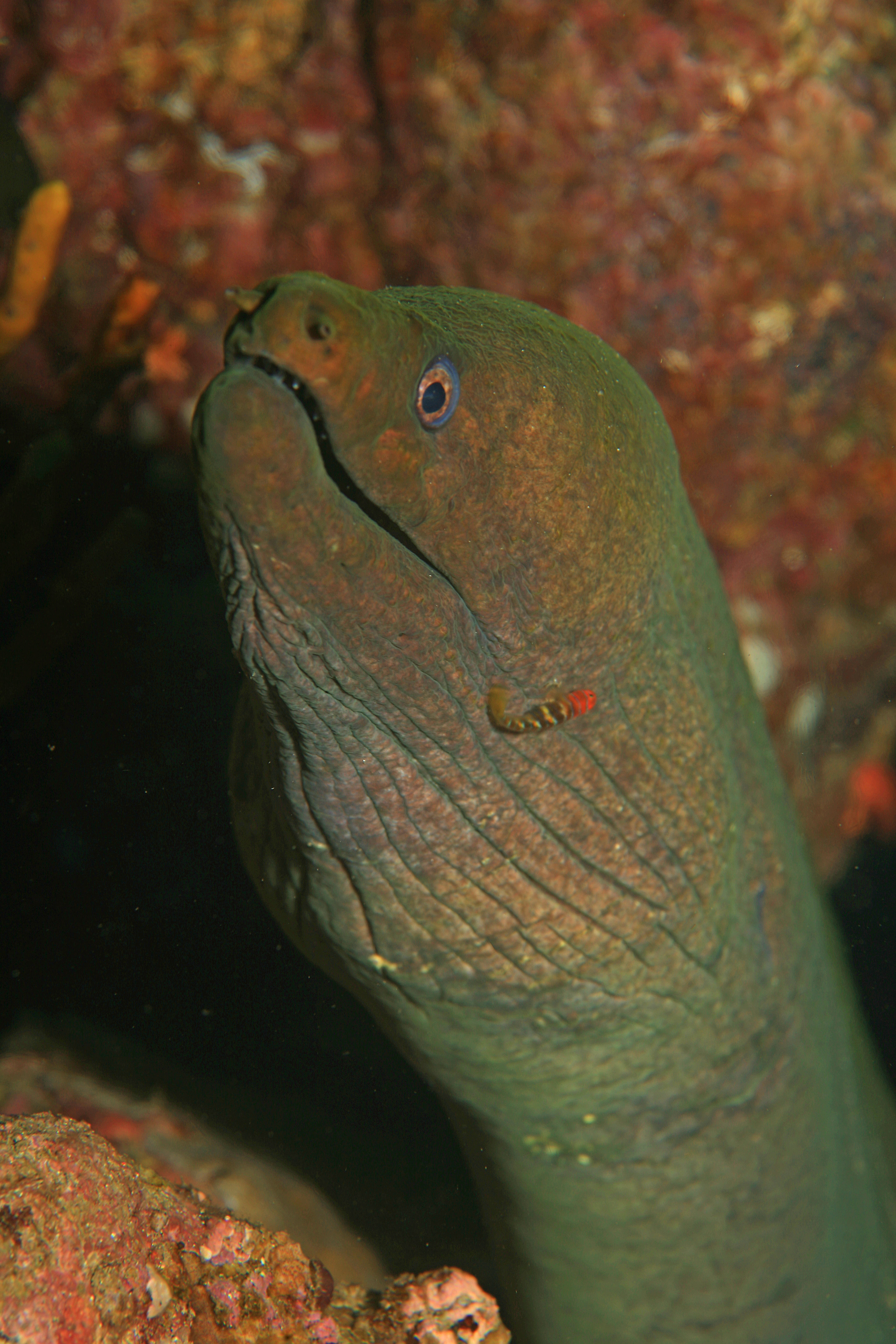
Gymnothorax castaneust tisztogató Tigrigobius digueti